# As You Were (Liam Gallagher)
As You Were è il primo album in studio del cantautore britannico Liam Gallagher, pubblicato il 6 ottobre 2017 dalla Warner.
L'uscita del disco è stata anticipata dalla pubblicazione dei singoli Wall of Glass, Chinatown, For What It's Worth e Greedy Soul.

## Genesi del disco
Il disco, frutto della collaborazione di Gallagher con i produttori Greg Kurstin e Dan Grech-Marguerat, trae il nome da un'espressione del gergo militare che Gallagher usa abitualmente in chiusura di ogni suo post su Twitter.
Contiene influenze anni sessanta e settanta riviste, aggiornate e adattate ai nostri tempi.
Dell'album è stata commercializzata anche un'edizione deluxe composta dall'album in vinile colorato 12", l'edizione 7" del singolo For What It's Worth, una stampa disegnata da Klaus Voorman (l'artista che ha firmato la celebre copertina di Revolver dei Beatles) e gadget vari.

## Copertina
La copertina del disco è un'immagine in bianco e nero di Liam Gallagher scattata dal celebre fotografo, fashion designer e direttore creativo Hedi Slimane.

## Accoglienza
As You Were ha ricevuto recensioni positive dall'aggregatore di recensioni Metacritic, con un voto medio di 71/100 su 24 recensioni.
Stephen Thomas Erlewine di AllMusic ha recensito il disco in modo ampiamente positivo, assegnandogli 4 stelle su 5 e affermando che:

## Tracce
Testi e musiche di Liam Gallagher, eccetto dove indicato.
1. Wall of Glass – 3:43 (Liam Gallagher, Greg Kurstin, Andrew Wyatt, Andrew Sidney Fox, Michael Tighe)
2. Bold – 3:59
3. Greedy Soul – 3:34
4. Paper Crown – 3:28 (Andrew Wyatt, Michael Tighe)
5. For What It's Worth – 4:11 (Liam Gallagher, Simon Aldred)
6. When I'm in Need – 4:18 (Liam Gallagher, Iain Archer)
7. You Better Run – 3:24
8. I Get By – 3:09
9. Chinatown – 3:20 (Andrew Wyatt, Michael Tighe)
10. Come Back to Me – 3:21 (Liam Gallagher, Greg Kurstin, Andrew Wyatt)
11. Universal Gleam – 4:07
12. I've All I Need – 4:09

Tracce bonus nell'edizione deluxe
1. Doesn't Have to Be That Way – 3:58 (Liam Gallagher, Greg Kurstin, Andrew Wyatt)
2. All My People/All Mankind – 3:55
3. I Never Wanna Be Like You – 3:51

Tracce bonus nell'edizione giapponese
1. For What It's Worth (Live at AIR Studios) – 4:13 (Liam Gallagher, Simon Aldred)
2. Greedy Soul (Live at AIR Studios) – 3:33
3. Paper Crown (Live at AIR Studios) – 3:35 (Andrew Wyatt, Michael Tighe)

## Formazione
Musicisti
- Liam Gallagher – voce, chitarra acustica (tracce 3, 7, 11, 12, 14 e 15)
- Greg Kurstin – chitarra acustica, batteria, chitarra elettrica, percussioni, basso, armonica, mellotron, pianoforte, organo, tanpura
- Bridget Sarai – cori (tracce 1)
- Mike Moore – chitarra elettrica (tracce 2, 3, 5-8, 11-13, 15), basso (traccia 5)
- Dan Grech-Marguerat – programmazione (tracce 2, 3, 5-8, 11, 12, 14 e 15)
- Davey Badiuk – programmazione (tracce 2, 3, 11, 12, 14)
- Dan McDougall – batteria, basso, chitarra acustica, chitarra elettrica, tastiere (tracce 2-9, 11, 12, 14 e 15)
- Martin Slattery – tastiera e sassofono (tracce 2, 3, 5, 6, 7, 11, 12, 14)
- Vicky Akintola – cori (tracce 2, 3, 6, 7, 11)
- Sally Herbert – violino e arrangiamento strumenti ad arco (tracce 2, 5, 6, 11, 14), arrangiamento fiati (tracce 3, 6, 7, 8, 11)
- Ian Burdge – violoncello (tracce 2, 5, 6, 11 e 14)
- Ben Edwards – tromba (tracce 3, 6, 7, 8 e 11)
- Mark Brown – sassofono (tracce 3, 6, 7, 8 e 11)
- Mike Kearsey – trombone (tracce 3, 6, 7, 8 e 11)
- Andrew Wyatt – chitarra acustica (traccia 4), programmazione batteria, pianoforte, basso, sintetizzatore, chitarra aggiuntiva, produzione (traccia 9)
- Rachel Robson – viola (tracce 5, 6, 11 e 14)
- Tom Pigott Smith – violino (tracce 6, 11 e 14)
- Jay Mehler – chitarra acustica e chitarra elettrica (traccia 8)
- Drew McConnell – basso (traccia 8)
- Christian Madden – tastiere (traccia 8)
- Michael Tighe – chitarra acustica (traccia 9)

Produzione
- Greg Kurstin – produzione, ingegneria del suono (tracce 1, 4, 10, 13), missaggio (traccia 10)
- Dan Grech-Marguerat – produzione, ingegneria del suono (2, 3, 5-8, 11, 12, 14, 15), missaggio (traccia 15)
- Alex Pasco – ingegneria del suono (tracce 1, 4, 10, 13)
- Julian Burg – ingegneria del suono (tracce 1, 4, 10, 13)
- Mark "Spike" Stent – missaggio (tracce 1-9, 11-14)

## Successo commerciale
L'album ha esordito al primo posto nella classifica britannica degli album, vendendo più copie di tutti gli album della top 10 messi insieme. Ha inoltre totalizzato 16 000 vinili venduti in una settimana, record dell'ultimo ventennio. Nella prima settimana dopo l'uscita ha venduto 103 000 copie nel Regno Unito, divenendo il nono album più venduto del decennio nella prima settimana dopo la pubblicazione. Nel febbraio 2018 la British Phonographic Industry ha certificato l'album disco di platino per le oltre 300 000 copie vendute.
Negli Stati Uniti ha esordito al 30º posto nella Billboard 200 con 15 000 copie vendute, di cui 14 000 fisiche.

## Classifiche
| Classifica (2017)         | Posizione massima |
| ------------------------- | ----------------- |
| Australia                 | 9                 |
| Austria                   | 12                |
| Belgio (Fiandre)          | 13                |
| Belgio (Vallonia)         | 21                |
| Canada                    | 28                |
| Finlandia                 | 22                |
| Francia                   | 16                |
| Germania                  | 14                |
| Giappone                  | 10                |
| Irlanda                   | 1                 |
| Italia                    | 4                 |
| Italia (vinili)           | 1                 |
| Nuova Zelanda             | 13                |
| Paesi Bassi               | 15                |
| Portogallo                | 44                |
| Regno Unito               | 1                 |
| Regno Unito (download)    | 1                 |
| Regno Unito (physical)    | 1                 |
| Regno Unito (streaming)   | 1                 |
| Regno Unito (vinyl)       | 1                 |
| Scozia                    | 1                 |
| Spagna                    | 4                 |
| Stati Uniti               | 30                |
| Stati Uniti (alternative) | 3                 |
| Stati Uniti (rock)        | 5                 |
| Stati Uniti (tastemaker)  | 5                 |
| Stati Uniti (vinyl)       | 7                 |
| Svezia                    | 23                |
| Svizzera                  | 4                 |
| Ungheria                  | 16                |